# NGC 2505
NGC 2505 este o galaxie spirală situată în constelația Linxul. A fost descoperită în 18 martie 1790 de către William Herschel.